# Ormia rufa
Ormia rufa là một loài ruồi trong họ Tachinidae.